# Виксеньга
Виксеньга — река в России, протекает по Пудожскому району Карелии.
Вытекает из Колодозера в деревне Усть-Река, течёт на запад и впадает в Колоду с правого берега, в 54 км от устья последней. Длина реки составляет 3,3 км, площадь водосборного бассейна — 163 км².

## Данные водного реестра
По данным государственного водного реестра России относится к Балтийскому бассейновому округу, водохозяйственный участок реки — Водла, речной подбассейн реки — Свирь (включая реки бассейна Онежского озера). Относится к речному бассейну реки Нева (включая бассейны рек Онежского и Ладожского озера).
Код объекта в государственном водном реестре — 01040100412102000016746.